# 괌 국가 올림픽 위원회
괌 국가 올림픽 위원회(영어: Guam National Olympic Committee)는 괌을 대표하는 국가 올림픽 위원회이다. IOC 코드는 GUM이다. 본부는 타무닝에 있으며 오세아니아 국가 올림픽 위원회에 소속되어 있다.
1976년에 설립되었으며 1986년에 국제 올림픽 위원회의 승인을 받았다. 올림픽, 퍼시픽 게임을 비롯한 국제 스포츠 대회에 참가하는 괌의 선수들을 대표한다.

## 같이 보기
- 올림픽 괌 선수단